# Fjällsjöarna (Vilhelmina socken, Lappland, 715707-152291)
Fjällsjöarna är en sjö i Vilhelmina kommun i Lappland och ingår i Ångermanälvens huvudavrinningsområde. Sjön har en area på 0,435 kvadratkilometer och ligger 670 meter över havet. Fjällsjöarna ligger i Blaikfjället Natura 2000-område. Sjön avvattnas av vattendraget Fjällbäcken.

## Delavrinningsområde
Fjällsjöarna ingår i det delavrinningsområde (715675-152342) som SMHI kallar för Utloppet av Fjällsjöarna. Medelhöjden är 674 meter över havet och ytan är 1,32 kvadratkilometer. Räknas de 2 avrinningsområdena uppströms in blir den ackumulerade arean 2,65 kvadratkilometer. Fjällbäcken som avvattnar avrinningsområdet har biflödesordning 3, vilket innebär att vattnet flödar genom totalt 3 vattendrag innan det når havet efter 320 kilometer. Avrinningsområdet består mestadels av sankmarker (59 procent). Avrinningsområdet har 0,47 kvadratkilometer vattenytor vilket ger det en sjöprocent på 35,8 procent.